# Moje 3
Moje 3 (em cirílico sérvio: Моје 3) foi uma girl group da Sérvia composta por três membros, Mirna Radulović, Nevena Božović, Sara Jovanović. Elas representaram a Sérvia no Festival Eurovisão da Canção 2013, em Malmö, com a canção "Ljubav je svuda".